# Hubert Taczanowski (żołnierz)

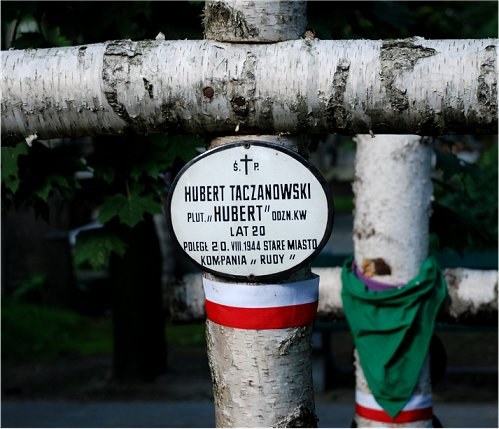
Na Powązkach Wojskowych

Hubert Taczanowski ps. „Hubert” (ur. 13 kwietnia 1924, zm. ok. 20 sierpnia 1944 w Warszawie) – plutonowy, uczestnik powstania warszawskiego w I plutonie „Sad” 2. kompanii „Rudy” batalionu „Zośka” Armii Krajowej.
Był uczniem I Państwowego Gimnazjum i Liceum im. Stefana Batorego w Warszawie.
Poległ około 20. dnia powstania warszawskiego w walkach na Starym Mieście (ostatni raz był widziany na ul. Długiej 15). Miał 20 lat. Odznaczony Krzyżem Walecznych. Pochowany w kwaterach żołnierzy i sanitariuszek baonu „Zośka” na Cmentarzu Wojskowym w Warszawie (kwatera A20-2-16).